# 水芦光子
水芦 光子（みずあし みつこ、旧姓 布光子、1914年（大正3年）9月12日 - 2003年（平成15年）10月13日）は、日本の詩人、小説家。室生犀星の女性初の弟子でもある。

## 生涯
石川県金沢市馬場五番丁六（現・東山3丁目29-13、14）生まれ。第四高等学校から東京帝国大学に進学する程のインテリであった次兄の雄吉の影響を受け、幼い頃から源氏物語などの古典に親しみ、歌舞音曲や映画鑑賞などの芸能を好む数寄者の母を持った影響から文学的才能を養った。
金沢市広坂にあった石川県立金沢第二高等女学校（現・石川県立金沢桜丘高等学校）4年の在学中に、水芦の父の篤が創業し、経営していた家業の金箔商経営が、受取手形が不渡りになった事によって不振に陥り、倒産。
再起を図る為に、一家で大阪市阿倍野区阪南町に移住して、水芦は女学校4年で私立大谷高等女学校編入、翌年3月に卒業。
水芦の父は少年期に丁稚奉公で辛酸を嘗めた大阪船場の元の顧客筋に拾われ、再起を図る為と生活維持の為に勤務。
その後、旧大阪市北区にあった都島車庫（現・都島区）桜ノ宮駅付近に移住したり、大阪市阿倍野区文の里、再び阿倍野区阪南町に移ったりと、大阪を転々とした。
その経緯は彼女の自伝小説である「みんみん（民々の意らしい）刹那歌」には克明に描写されている。
特に故郷金沢と移住した大阪を中心にした題材が多く、大阪の夏の暮らしを「夏は鍋底のような大阪の暑さ」、金沢の冬を
「蝙蝠傘（こうもりがさ）を忘れてはならぬ土地」と象徴的に表現して、それぞれの土地を知る者には興味深い内容となっている。
水芦の故郷金沢に対する思いが激しく強いことを物語る作品が多いが、同時に大阪も愛していた事が分かる。
その自伝小説からも分かる通り、水芦の多くの著作には大谷高等女学校を最終的に卒業した事には余り触れては居らず、金沢第二高等女学校を卒業したとの記載のある著作が殆どである。
これは当時の高等女学校の学制が4年制と5年制が混在した事と、大谷高女の事を学力レベルが低い良妻賢母教育を主とする仏教系の裁縫女学校と蔑み、転校編入前に通っていた名門の金沢第二高女とを比べて、のんびりおっとりした校風に染まる級友にも馴染めず、結果として不登校し、学習意欲を失っていたことに原因すると思われる。
それでもなんとか卒業した後は旧住友伸銅に勤務する。
家計が苦しい為に京都女子専門学校へ進学したいという夢は破られる。
その時には東大を出た次兄と三兄は無職、弟は旧制住吉中学校に在学中であり、働き手は実父と光子本人であった為に家計を支える為に毎日1時間早朝出勤し、夜は遅くまで残業するなど12時間以上の勤務に耐えて遊びもせず、詩作も途絶えていくが、1937年（昭和12年）には早くも同人詩集に旧姓で登場している。
戦中戦後の1945年（昭和20年）前後は出産と疎開のため、能登高松の疎開を経て、金沢市内に居たことが判っている。
今で謂うファンレターの手紙を出した事が縁で、最初は室生犀星に師事し、戦後 室生の援助で1946年（昭和21年）に詩集「雪かとおもふ」を出版するが、のちに小説も手がけるようになる。
東京や神奈川県を転々した終戦直後を経て、麻生区高石に定住。
2003年（平成15年）10月13日、川崎市にて癌で死去。

## 作品の特徴
水芦の小説は文体が叙情的で美しく、大阪で戦中戦後を過ごした女性の視点と立場から、女性生活と当時の女学生などの精神世界を描写した作品が多く、作品の殆どが絶版廃刊となっている今も根強いファンの啓蒙活動が行われるなど、人気の高い作家である。
なかでも『雪の喪章』（1962年（昭和37年））の評価が高い。
芥川賞・直木賞に幾度も候補者となる程に秀作が多いのに、何故か逃し続けて、自ら「文学に怨恨がある」と笑い飛ばして居た様である。

## 主な作品
- 『雪の喪章』
- 『水の花火』
- 『おんいのち』
- 『みだれ扇』
- 『その名、水に記す』
- 『奪われるもの』泉鏡花記念金沢市民文学賞受賞作品 昭和50年
- 『みんみん刹那歌』 水芦の自伝小説である。 昭和61年

## その他
金沢市の卯辰山には豊川海軍工廠殉難乙女の像が建っている。これは戦時中に愛知県豊川市にあった旧海軍最大級規模の豊川海軍工廠に爆弾・兵器製造などに勤労奉仕させる為に送り込まれ、米軍による爆撃で県出身女学生52名が爆死した惨事を後世に伝える為に、豊川海軍工廠殉難乙女の像に水芦が寄せた詩「挽歌」が 佐藤春夫の揮毫によって刻まれている。
「挽歌」水芦光子 作
これやこの少女ら 生きてあれば
いまは人の妻 子の母なるを
緑葉の色めくごと 春はなのはなやぐごと
生きてあれば とりどりなるを
われら哭（な）く ここに哭かねば
いずこにひとの 嘆く辺ありや